# Semiothisa woodgateata
Semiothisa woodgateata là một loài bướm đêm trong họ Geometridae.